# Lupe Rivas Cacho
Lupe Rivas Cacho, (4 de agosto de 1897 — Ciudad de México, 10 de junio de 1975) fue una tiple cómica, comediante, actriz y vedette, que desarrolló su carrera principalmente en el teatro de revista y cine mexicanos.

## Biografía
Lupe Rivas Cacho empezó a trabajar a los 13 años en zarzuelas y operetas en la Ciudad de México, Jalisco, Nuevo León y Yucatán. Desde 1910 se integró al teatro de revista y se asoció con Leopoldo, el Cuatezón Beristáin y los muchachos Ortega, Prida y Castillo Padilla. Fue primera tiple del Teatro Lírico y se le conoce como la iniciadora de la revista mexicana de sátira política. En 1920 formó la compañía que llevó su nombre. Sostuvo un romance con Diego Rivera y fundó con él, Jose Clemente Orozco y Lombardo Toledano el Grupo Solidario del Movimiento Obrero. Fue retratada por Diego Rivera en su primer mural de 1922.
Lupe y su sobrina María Luisa triunfaron en el escenarios de España entre 1928 y 1939.
La Pingüica, como se le conocía por ser chaparrita, fue la rival antagónica en escena de Mimí Derba. Para dar veracidad a sus papeles de borracha e indigente, le compraba sus atuendos a la gente en los barrios pobres de la ciudad. Fue inmortalizada por el fox-trot "Mi querido capitán" de 1925, junto con María Conesa y Celia Montalván. Incursionó en el cine y la radio. Su escasa participación en películas mexicanas, filmada en los años cuarenta y cincuenta, no traslucen su vis cómica. En este medio trabajó con figuras como Pedro Armendáriz, María Antonieta Pons, Miroslava Stern, Ninón Sevilla, Joaquín Pardavé y Marga López, entre otros. También trabajó en dos telenovelas en los años 1960.

## Filmografía
- Domingo salvaje (1967)
- Guitarras lloren guitarras (1965)
- El amor no es pecado (El cielo de los pobres) (1965)
- Los hermanos Muerte (1964)
- Cuando México canta (1958)
- Viva la juventud! (1956)
- Club de señoritas (1956)
- Mi canción eres tú (1956)
- La culpa de los hombres (1955)
- ¡Qué bravas son las costeñas! (1955)
- Mariachis (1950)
- El charro y la dama (1949)
- Comisario en turno (1949)
- La muerte civil (1948)

## Televisión
- El usurero (1969)
- Atormentada (1967)